# Państwowy Rezerwat „Chosrow”
Państwowy Rezerwat „Chosrow” (orm.: Խոսրովի անտառ պետական արգելոց) – rezerwat przyrody położony w środkowej Armenii w prowincji Ararat, na południowy wschód od Erywania. Obszar rezerwatu ma długą historię ochrony sięgającą IV wieku, kiedy to posadzono tu las w celu stworzenia terenów łowieckich dla króla Armenii Chosroesa II. Rezerwat chroni na powierzchni blisko 24 tysięcy ha lasy, zarośla i suche zbiorowiska trawiaste na stokach pasma Gór Gegamskich. Obiekt ma status ochronny równy kategorii Ia w kategoryzacji IUCN.

## Położenie i warunki fizjograficzne

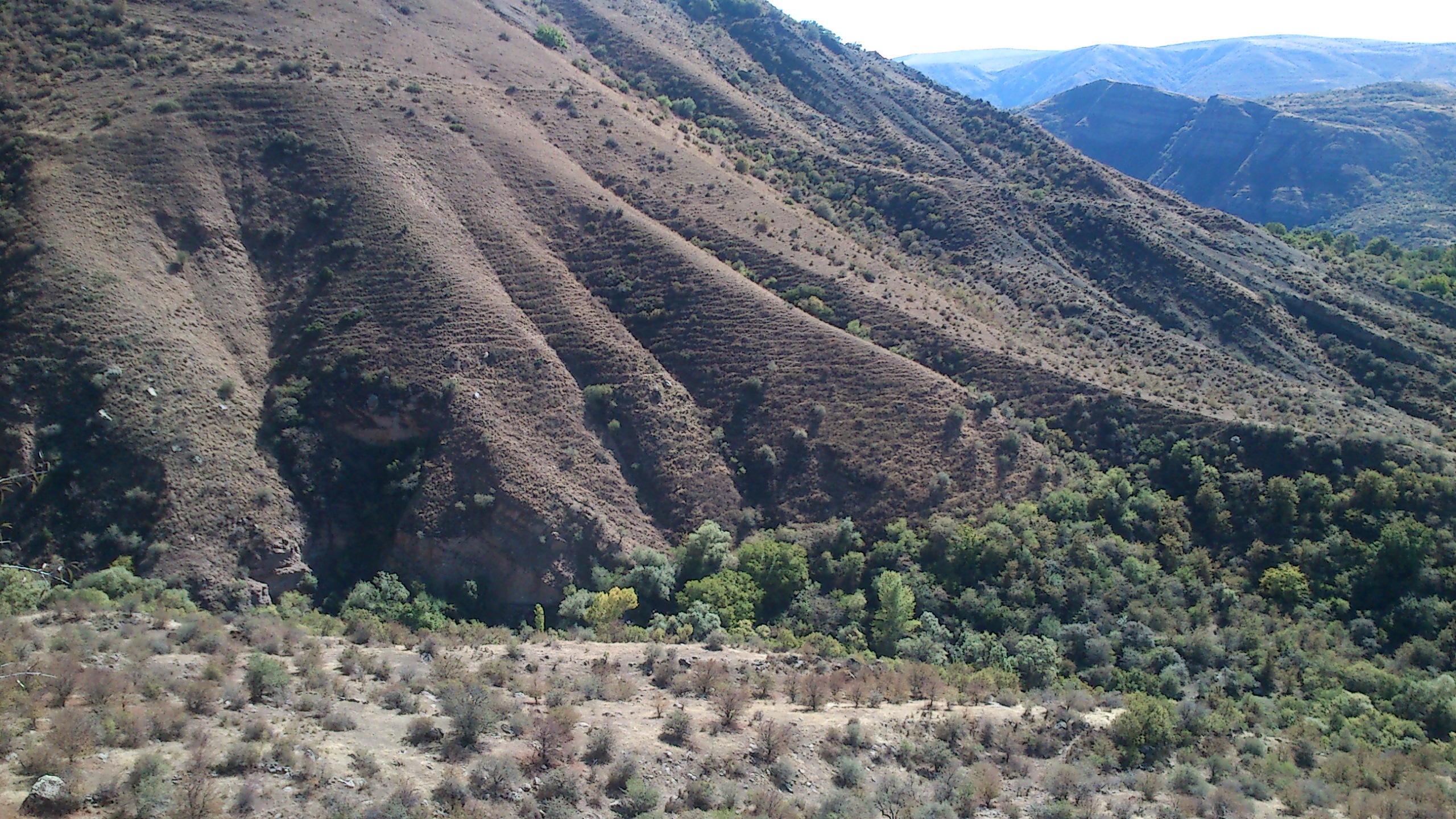
Krajobraz rezerwatu

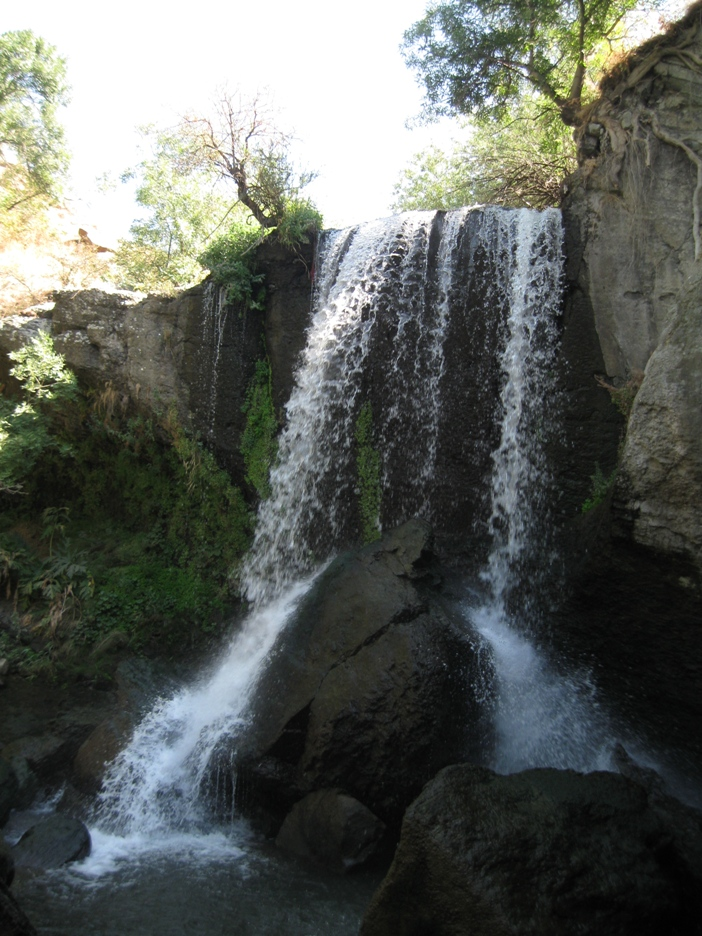
Jeden z wodospadów w rezerwacie

Rezerwat obejmuje ochroną tereny górzyste, znajdujące się na rzędnych od 700 do 2800 m n.p.m. Teren jest rozległy i zróżnicowany pod względem ukształtowania, przy czym generalnie opada w kierunku południowo-zachodnim, w kierunku doliny Ararat. Większe i mniejsze masywy górskie (Jeranos, Dahnak, Iric, Chosrowasar, Jerach i Urc) oraz płaskowyże rozcinają głęboko wcięte doliny licznych strumieni i rzek, z których największą jest Azat przepływająca przez północną część rezerwatu i wpadająca do Araksu. Na południowym krańcu obszaru ochroną objęty jest fragment doliny rzeki Wedi – także dopływu Araksu. 
Klimat jest kontynentalny, suchy. Zimy są śnieżne i mroźne, z temperaturami spadającymi do -25 ˚C. Lata są suche i upalne z temperaturami sięgającymi 38 ˚C.

## Szata roślinna
Ze względu na znaczne różnice wysokości i zróżnicowaną rzeźbę – rezerwat cechuje się różnorodnością siedlisk i bogactwem zbiorowisk roślinnych oraz flory. Rośnie tu 1948 gatunków roślin naczyniowych (tj. ponad połowa z flory armeńskiej obejmującej 3,6 tys. gatunków). Rezerwat jest ostoją 80 gatunków wymienionych w armeńskiej czerwonej księdze oraz 24 endemitów Armenii. 
W szacie roślinnej rezerwatu największy udział mają różnego rodzaju otwarte zbiorowiska roślinności górskiej pokrywające ok. 64% jego powierzchni. Występują tu zbiorowiska typowe dla półpustyń, suche stepy, poza tym ponad górną granicą lasu (na granicy rezerwatu) – łąki subalpejskie i alpejskie. Około 20% obszaru poddanego ochronie pokrywają zarośla, a 16% – lasy. 
Półpustynie występują w niższych położeniach (do 1250 m n.p.m.) i porastają zbiorowiskiem z dominacją bylicy Artemisia fragrans. Wykorzystywane one bywają jako pastwiska zimowe. Ich na ogół monotonny krajobraz ożywa wiosną, kiedy rozwijają się tu liczne rośliny, często efektownie kwitnące. Zieloną darń tworzą wówczas wiechlina cebulkowata Poa bulbosa i turzyca wąskolistna Carex stenophylla subsp. stenophylloides i bujnie pojawiają się wówczas rośliny efemeryczne, korzystające z krótkiego okresu z dostępem do wody: Tripleurospermum parviflorum, Ceratocephalus falcatus, różne gatunki złoci Gagea i maki Papaver. Wiosną zakwitają także rośliny bulwiaste i cebulowe, takie jak: Colchicum trigynum, Tulipa biflora, bellewalia Bellevalia, Iris reticulata, Iris elegantissima. Latem zakwitają na półpustyniach kapary cierniste Capparis spinosa i różne gatunki twardolistnych, ciernistych lub kolczastych bylin z rodzajów szałwia Salvia, chaber Centaurea, Cousinia i dziewanna Verbascum. Jesienią zakwitają bylice.  

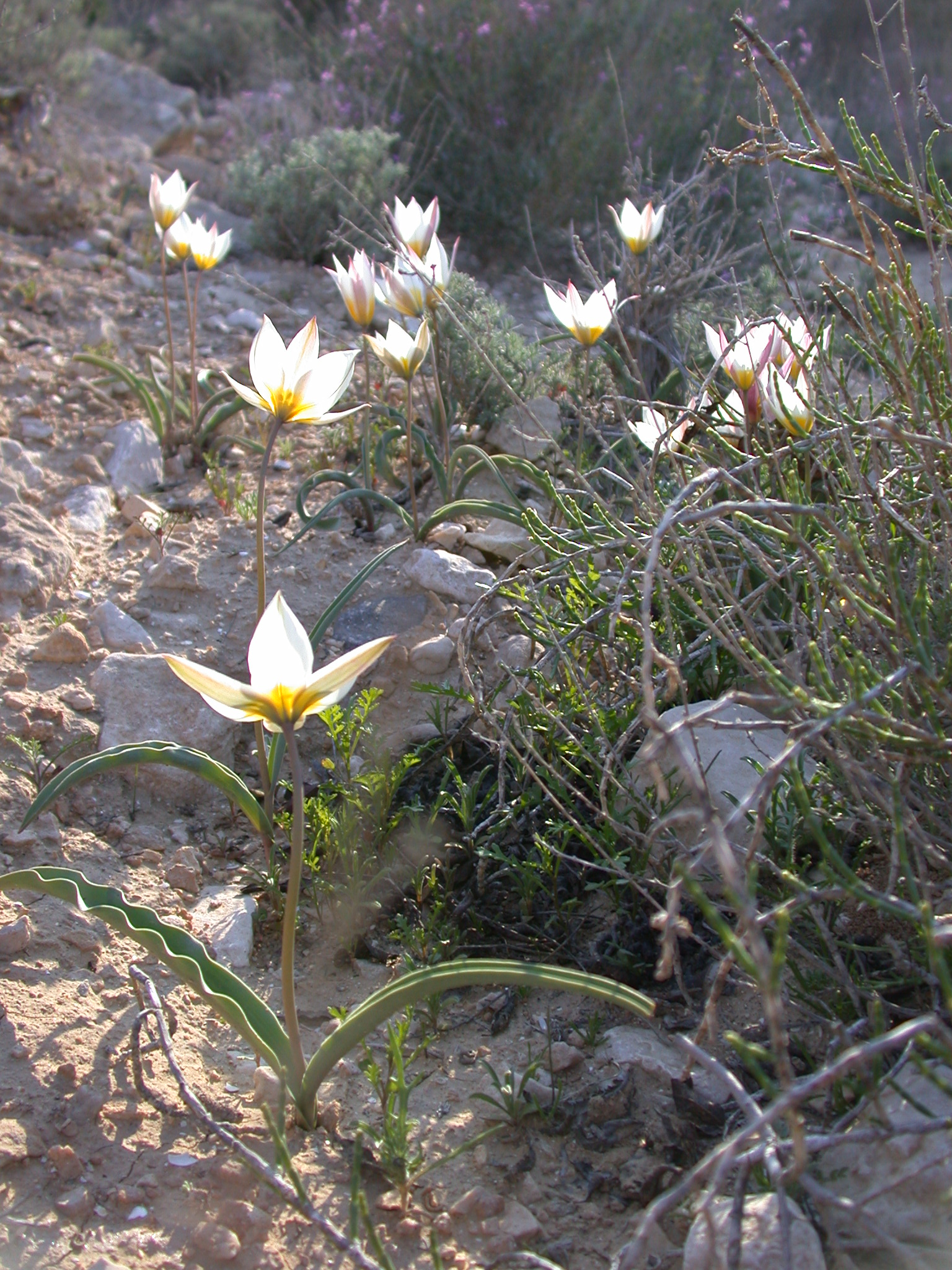
Tulipa biflora
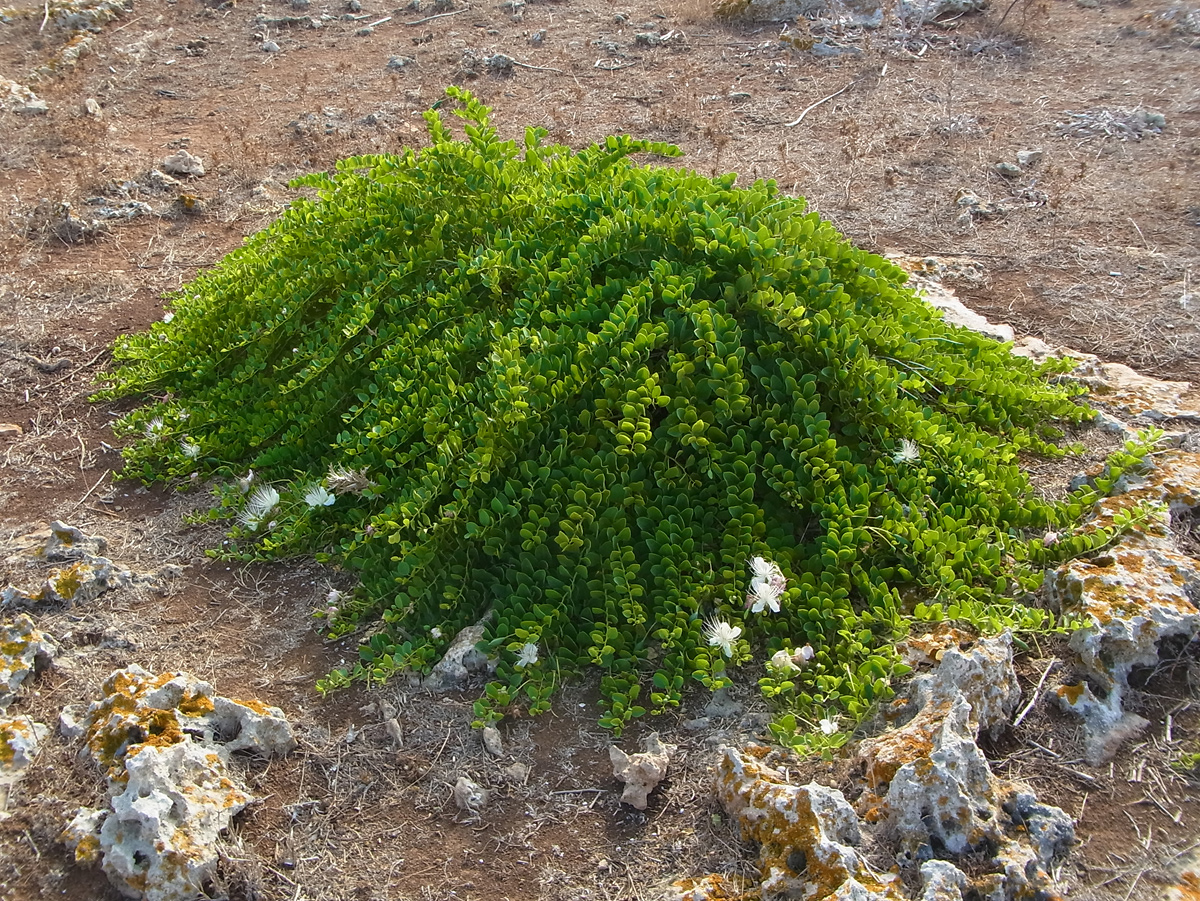
Capparis spinosa

Suche stoki skaliste lub pokryte glebami wapiennymi powyżej półpustyń (1250–2500 m n.p.m.) porośnięte są suchymi, kserofilnymi stepami i kolczastymi zaroślami. Zarośla te, w typie wschodniośródziemnomorskiej frygany, tworzone są przez gęste i cierniste krzewy takie jak: Prunus fenzliana, wiśnia wonna Prunus mahaleb, Rhamnus pallasii, różne gatunki tawuł Spiraea i grusz Pyrus (najczęściej rośnie tu grusza wierzbolistna P. salicifolia), a poza tym: pistacja atlantycka Pistacia atlantica, sumak garbarski Rhus coriaria, Celtis planchoniana, Ephedra major subsp. procera, Zygophyllum atriplicoides, Atraphaxis spinosa i inne. Na słonecznych stokach rosną liczne gatunki z rodzajów: macierzanka Thymus, szałwia Salvia, posłonek Helianthemum, mikołajek Eryngium, Cousinia, Ziziphora, a także Ruta villosa, Tanacetum polycephalum subsp. argyrophyllum. 

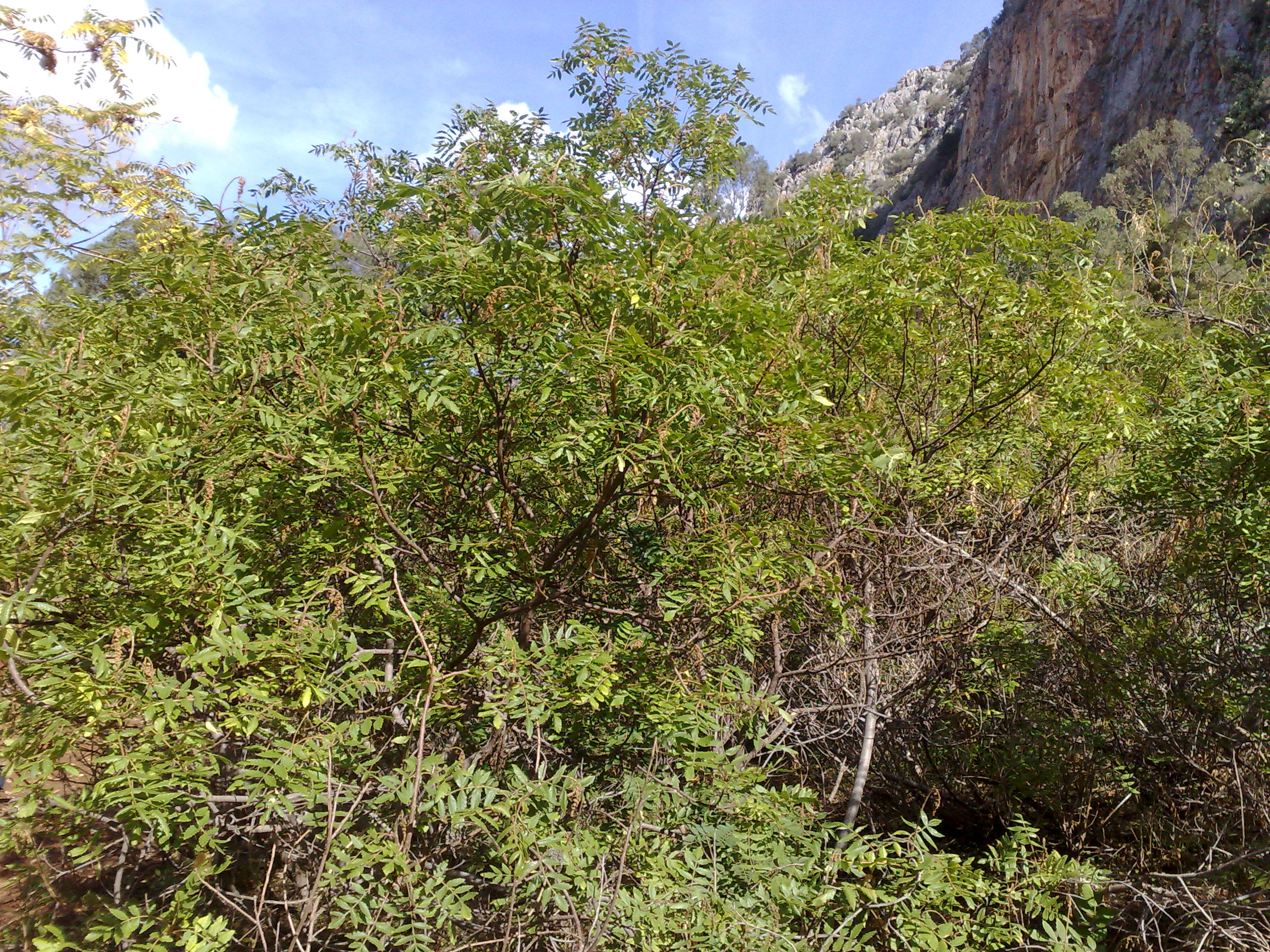
Rhus coriaria
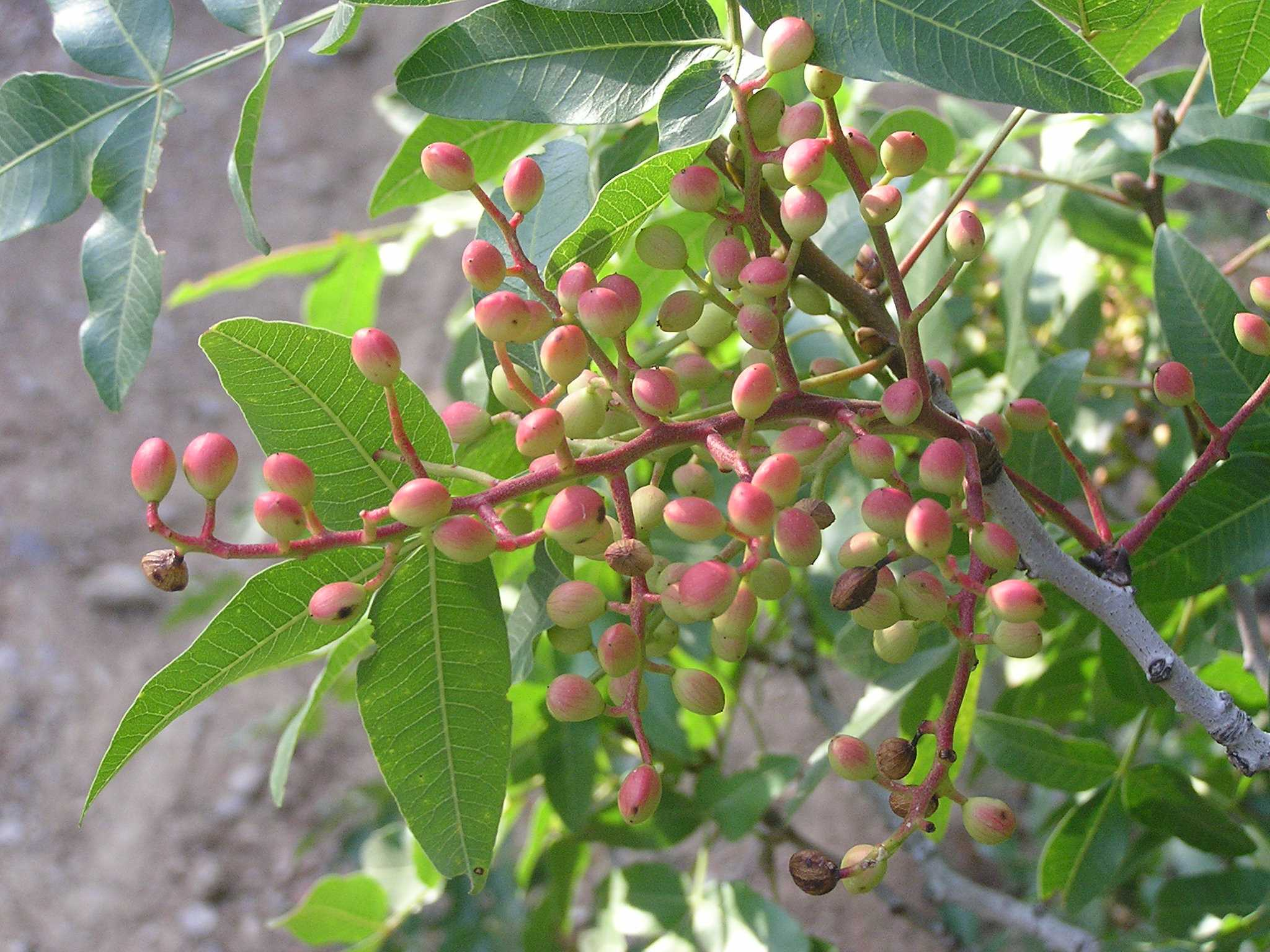
Pistacia atlantica
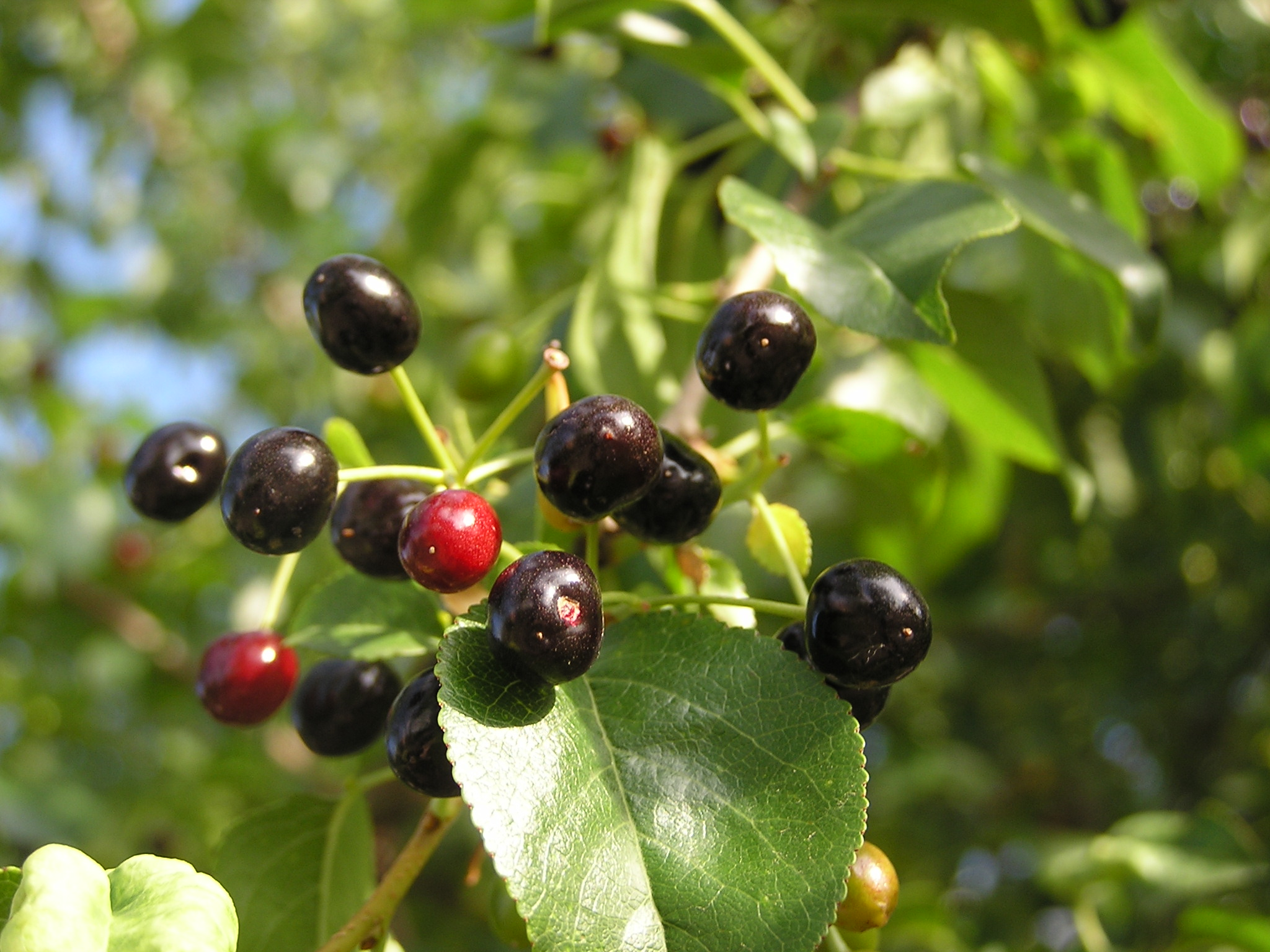
Prunus mahaleb

Silnie pachnące olejkami eterycznymi zbiorowiska tworzą na niektórych stokach rośliny z rodziny jasnotowatych, głównie Stachys lavandulifolia, Thymus kotschyanus, Ziziphora clinopodioides, Teucrium polium. Na suchych i słonecznych siedliskach liczne są rośliny poduszkowe i kępowe takie jak Onobrychis cornuta i przedstawiciele rodzajów traganek Astragalus oraz akantolimon Acantholimon. Na górze Urc znajduje się jedyne w Armenii stanowisko gatunku Gypsophila aretioides, tworzącego tak gęste poduszki, że wyglądają jak kawałki skał. 
Na rzędnych od 1500 do 2500 m n.p.m. występują widne lasy z jałowcami Juniperus i dębami Quercus. Na stromych i południowych stokach kształtują się lasy z Juniperus polycarpos i trawiastym runem. W lasach z dębem kaukaskim Quercus macranthera rosną także w warstwie drzew: jesion wyniosły Fraxinus excelsior i drobnolistny F. rotundifolia, jarząb pospolity Sorbus aucuparia, różne gatunki klonów Acer i grusz Pyrus. Drzewostany mieszane z jałowcem tworzą także jarzębiny i grusze. W podszycie rosną takie gatunki jak: kalina hordowina Viburnum  lantana i gatunki z rodzaju wiciokrzew Lonicera, róża Rosa i głóg Crataegus. Runo jest trawiaste. Trawy dominują też w wyższych położeniach (na ogół już poza granicami rezerwatu), tworząc powyżej 2500 m n.p.m. łąki subalpejskie i alpejskie.

## Fauna
Z rezerwatu podawanych jest 40 gatunków ssaków, 192 ptaków, 33 gadów, 5 płazów i 9 gatunków ryb. Występuje tu m.in. niedźwiedź syryjski Ursus arctos syriacus, koza bezoarowa Capra aegagrus, armeńska owca stepowa Ovis orientalis gmelinii oraz skrajnie rzadki perski lub zakaukaski podgatunek lamparta Panthera pardus ciscaucasica. 

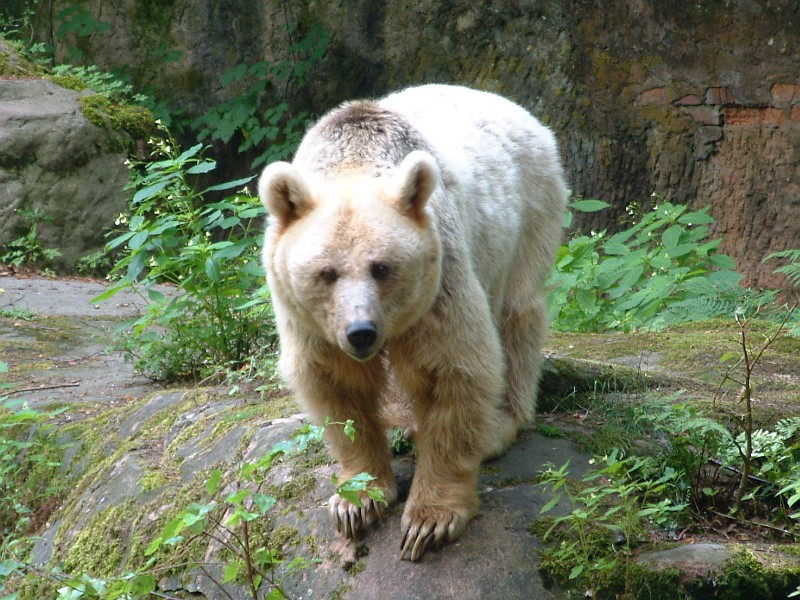
Niedźwiedź syryjski
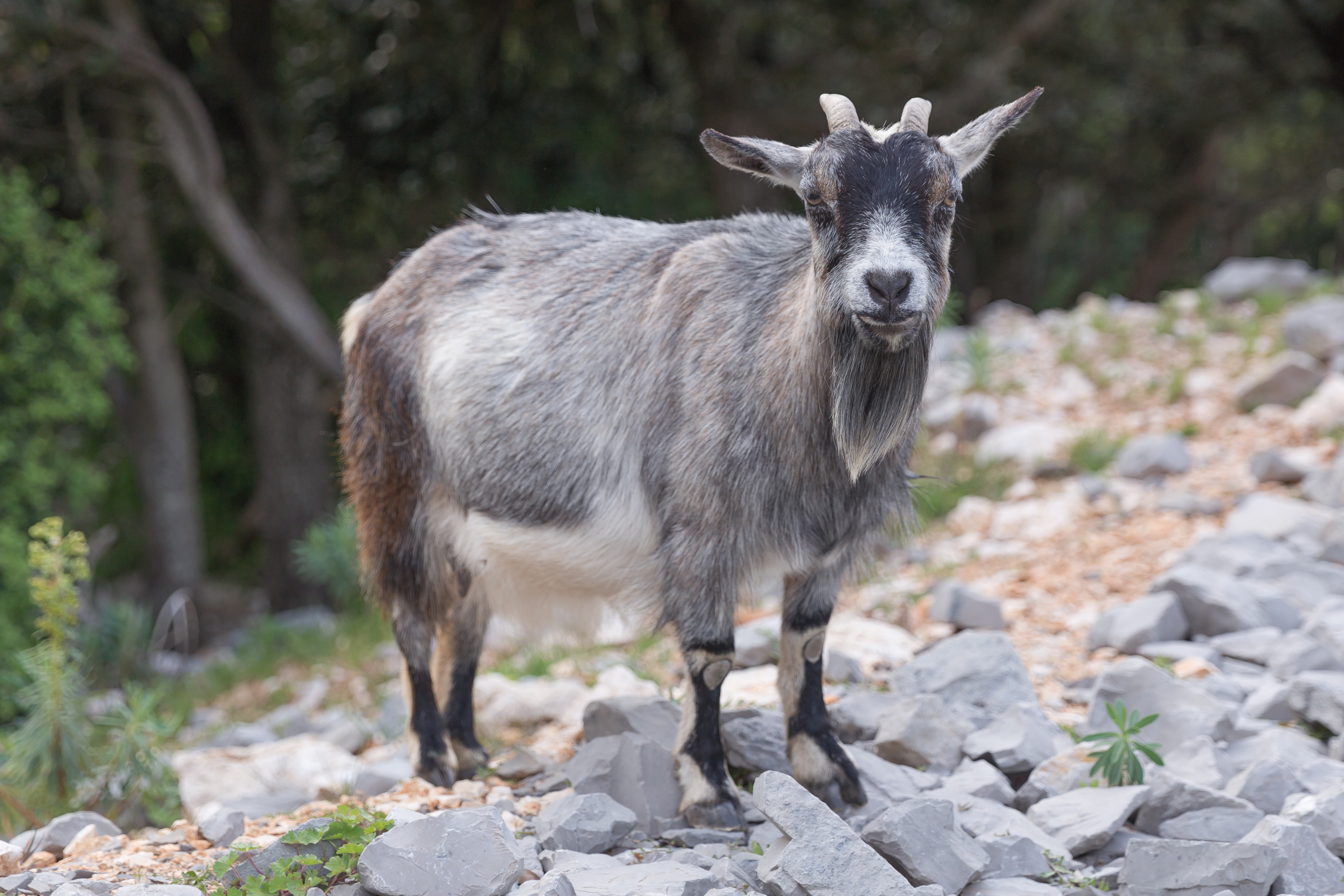
Koza bezoarowa
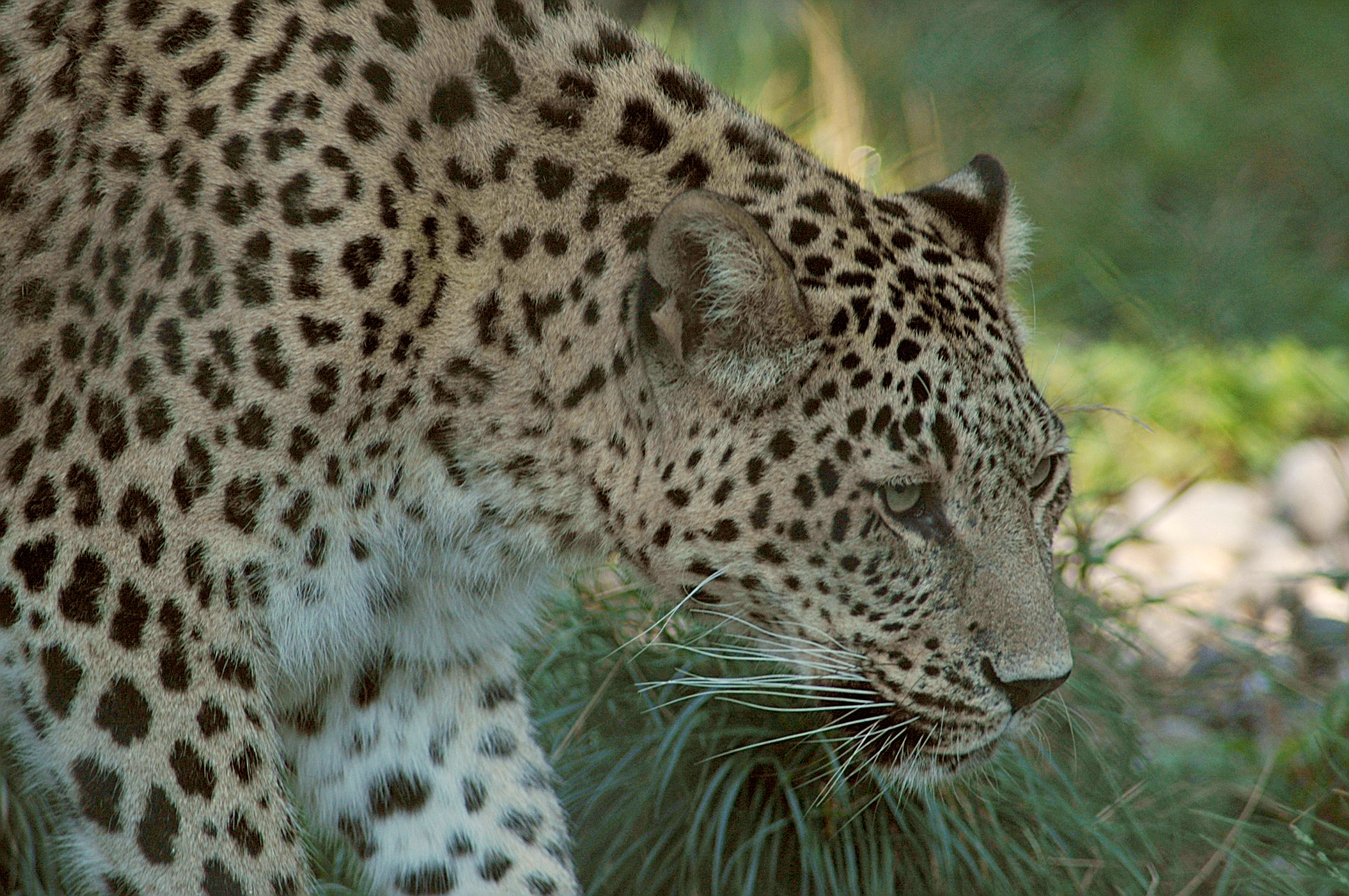
Lampart perski